# Dragon Ball Z : Ultime Menace
Dragon Ball Z : Ultime Menace (ドラゴンボールZ 超武闘伝3, Doragon bōru zetto: Chō butōden surī, littéralement « Dragon Ball Z : Les supers arts martiaux 3 ») est un jeu vidéo de combat, troisième et dernier épisode de la série Super Butōden sorti le 29 septembre 1994 sur Super Nintendo. 
Le Weekly Shōnen Jump, qui décrit l'avancement de la série, qui sort au même moment est le Weekly Shōnen Jump 1994 #43 avec le chapitre "Trunks et Goten entrent dans la salle de l'esprit et du temps". Malgré l'avancement de la série, où on a pu voir Goku en SSJ3, Gotenks, et Majin Boo dans sa deuxième forme, ces personnages ne seront pas présents, et il faudra se contenter du tout début de la saga de Boo.

## Développement
Dragon Ball Z : Ultime Menace est développé par une équipe d'une quinzaine de personnes, comprenant programmeurs et graphistes. Le jeu bénéficie d'une traduction française ainsi que d'une traduction coréenne. La série animée n'étant pas diffusée aux États-Unis, en Allemagne et au Royaume-Uni à cette époque, le jeu n'est commercialisé uniquement qu'en France, en Espagne, et en Italie, pour les territoires en dehors de l'Asie.
Ultime Menace comprend neuf personnages jouables plus un dixième personnage caché, déblocable à l'aide d'une manipulation à faire durant l'écran titre. D'autres codes sont disponibles, tels qu'augmenter la force et/ou la résistance du personnage ou encore augmenter la vitesse du jeu (mode Turbo et Super Turbo).
Le jeu est publié au Japon le 29 septembre 1994 et en France le 25 janvier 1995.

## Accueil
Le jeu reçoit globalement des critiques positives, mais est considéré comme moins abouti que son prédécesseur. Il y a certes des améliorations dans les techniques de combat ( de nombreux meteo smashes et des graphismes plus beaux), mais l'absence d'un mode histoire, pourtant présent dans les deux opus précédents n'est pas compréhensible (est-ce car il ne sort que 9 petits mois après Dragon Ball Z : La Légende Saien)?

## Bande originale
Le jeu est précisément composé de 10 pistes que l'on peut écouter à loisir dans le menu Options et qui porte un titre bien spécifique en anglais (que ce soit dans la version japonaise ou française). La liste des musiques de fonds est la suivante :
1. BEAT UP (Scène d'ouverture)
2. OPENING (Écran-titre)
3. BATTLE 1 (Son Goku / Finale du Tenka Ichi Budōkai)
4. BATTLE 2 (Dabra / Majin Boo)
5. BATTLE 3 (Son Goten / Trunks / C-18 / Tenka Ichi Budōkai sauf la finale)
6. BATTLE 4 (Son Gohan / Kaiō Shin)
7. BATTLE 5 (Vegeta)
8. BATTLE 6 (Trunks du futur)
9. SELECT (Sélection des personnages)
10. ENDING (Générique de fin)

La musique de bataille d'un combat est préréglée selon l'adversaire que le joueur affronte, mais il reste possible de la changer en cas de besoin avant de lancer le combat. Ainsi, un joueur qui affronte Trunks du futur verra la musique BATTLE 6 sélectionnée par défaut, mais rien ne l'empêche de modifier ce choix automatique s'il ne lui convient pas.
BEAT UP est considéré comme une musique, mais il s'agit en fait des battements de cœur entendus dans l'introduction au démarrage du jeu.
BATTLE 6 est une version retravaillée du thème de Trunks extrait de l'opus précédent, ce dernier ayant pour nom officiel Torankusu No Tēma (トランクスのテーマ) sur la bande originale du jeu. Il est donc logique que ce thème soit exclusivement attribué à Trunks du futur.
Une bande originale a été commercialisée en CD, comprenant toutes les musiques du jeu mais dans des versions entièrement réarrangées avec des ressources musicales plus puissantes que celles de la Super Nintendo. Elle est aujourd'hui difficilement trouvable. Les musiques apparaissent sur la boîte du disque avec des noms différents de ceux inclus dans le jeu, plus détaillés.

## Personnages
- Son Goku
- Son Gohan
- Son Goten
- Vegeta
- Trunks
- C-18
- Kaio Shin
- Dabra
- Majin Boo
- Trunks du futur (personnage caché)

## Système de jeu
Le système de jeu est resté le même que celui de l'épisode précédent (Dragon Ball Z 2 : La Légende Saien), à l'instar des graphismes. Mis à part le remplacement d'anciens personnages, le changement des décors, et une nouvelle présentation des menus, cet opus est très semblable à son prédécesseur, bien que des nouveautés soient tout de même présentes : 
- La jauge de Ki se charge désormais beaucoup plus rapidement.
- Vitesse générale accrue, notamment lors des sauts, chutes, super attaques de type Kamé Hamé Ha…
- Nouveaux personnages, et coups spéciaux révisés pour les personnages existant déjà dans l'épisode précédent.
- Possibilité de s'envoler ou revenir au sol même lorsque l'écran n'est pas divisé.
- Présence d'un stage où il est impossible de s'envoler (vaisseau de Babidi).
- Ajout des séquences d'empoignades lorsque deux combattants foncent l'un sur l'autre au même moment. Le premier qui entre la combinaison adéquate assénera son coup spécial d'empoignade à l'adversaire. Si aucun des deux n'entre la commande, l'empoignade prend fin au bout de quelques secondes, chaque personnage faisant un bond en arrière pour se dégager.
- Il est désormais impossible de visualiser son personnage et d'essayer les coups directement sur l'écran de la liste des coups spéciaux.
- Les petites boules de feu ne suivent désormais plus l'adversaire s'il se trouve à un niveau différent (dans les airs alors que le lanceur est au sol ou au sol alors que le lanceur est dans les airs).
- Lorsque deux super attaques de type Kamé Hamé Ha se contrent, le duel pour désigner celui qui verra son attaque aboutir est plus long à remporter.
- Meteor Smashes beaucoup plus personnalisés pour chaque personnage.

### Modes de jeu

#### Combat
Il s'agit d'un mode de combats classiques, permettant trois types de batailles :
- Joueur 1 contre Joueur 2.
- Joueur contre Intelligence Artificielle.
- Intelligence Artificielle contre Intelligence Artificielle.

#### Tournoi
À l'instar des précédents épisodes de la série Super Butôden, le tournoi permet à huit participants, contrôlés aussi bien par des joueurs humains que par l'intelligence artificielle, de s'affronter pour le titre de champion du Tenka Ichi Budôkai.

#### Entraînement
Il n'existe pas de mode entraînement, à la différence de Dragon Ball Z : La Légende Saien. Vous n'avez à disposition que 2 modes : Combat (1PL VS 2PL ; 1PL VS ORD ; Assister) ou Championnat (à 1 ou 2 joueurs).

### Secrets

#### Personnage caché
Trunks du futur peut être débloqué grâce à une manipulation effectuée ( ↑, X, ↓, B, L, Y, R, A ) durant la scène d'ouverture du jeu. Il apparaît au-dessus de Majin Boo sur l'écran de sélection des personnages.

#### Meteor Smashes
Des manipulations secrètes, qui ne sont pas affichées dans la liste des coups spéciaux, permettent à un personnage de réaliser une attaque spectaculaire ôtant une grande quantité d'énergie à l'ennemi. La manipulation et l'apparence de l'attaque dépendent du personnage en question. Toutefois, deux combattants ne disposent pas de ces techniques : C-18 et Kaiô Shin. Le nom des Meteor Smashes étant mentionnés comme "Metéore Saïyen" ou "Météore Démoniaque" dans le jeu.